# Salah Hissou
Salaheddine Hissou (Qasbat Tadlah, 16 de janeiro de 1972) é um ex-fundista marroquino, campeão mundial e medalhista olímpico. Ele conquistou a medalha de ouro nos 5000 metros do Campeonato Mundial de Atletismo de 1999 em Sevilha e a medalha de bronze nos 10 000 m nos Jogos de Atlanta 1996. Também foi recordista mundial desta distância entre 1996 e 1997.